# ألان غري
ألان غري (بالإنجليزية: Alan Grey) هو مجدف نيوزيلندي، ولد في القرن العشرين.